# Hydraena athertonica
Hydraena athertonica är en skalbaggsart som beskrevs av Perkins 2007. Hydraena athertonica ingår i släktet Hydraena och familjen vattenbrynsbaggar. Inga underarter finns listade i Catalogue of Life.